# 劉台午
劉台午（韓語：유태오，1981年4月11日—），德籍韓國男演員，前譯劉太旿。

## 成長經歷
劉台午的父母為1960至1970年代韓國派到西德的礦工和護士，劉台午於1981年在西德出生，上有一姐。
其後，他在德國科隆一直生活至高中時期。他在學期間曾為籃球選手，但在活動時受傷，後來去了紐約學習表演。他逐漸明白原來自己想要的不是籃球而是演戲，故後來在美國紐約、英國、德國的話劇舞臺上積累演技功力。直到2008年出道前他一直在外國生活，所以德語雖然流暢，但韓語卻很生疏。2009年他回到韓國，初期定居在首爾一家蔬菜店打工才開始學習韓語。

## 演藝簡歷
2009年他以韓國電影《女演員們》的配角艾米爾一角出道，但比起出演韓國電影或電視劇，他更多出演海外的作品，在韓國的知名度較低。2010年代他曾出演美國、中國、泰國和越南等地的電影。
他在韓國正式揚名的契機，是2018年他擔任主角的俄羅斯電影《夏》在坎城電影節競賽單元亮相。2019年他出演韓國電視劇《阿斯達年代記》中主角銀殲的爸爸拉格茲，給人留下了深刻的印象。
2023年，因主演的Netflix韓國原創劇集《戀愛大戰》而人氣暴漲，也成為新里程碑的代表作；同年所主演的浪漫劇情片《之前的我們》獲得國際市場普遍好評，更憑藉此片拿下各大獎項。

## 個人生活
劉台午的妻子為著名的美籍韓裔攝影師李勝熙（Nikki S. Lee），兩人於在2006年在紐約第一次見面，並於2008年結婚。他曾在受訪時表示在15年來一直作為無名演員生活，當他準備放棄演員身份時，李勝熙給予他力量和信任，令他堅持下去。
此外，他亦曾於2015年出版一本兒童讀物童話書《襪子怪物Teo》（양말 괴물 테오）。該書是他在紐約生活期間，以他經常洗完衣服後一隻襪子總是消失的經歷為創作基礎。

## 影視作品

### 電影
| 年份 | 片名                    | 角色           | 備註                                                       |
| 2004 | Brooklyn Bound          | Tommy Woo      | 美國電影                                                   |
| 2006 |            | 司機           | 美、德、法電影                                             |
| 2009 | 女演員們                | 艾米爾         | 韓國電影                                                   |
| 2010 | Innocent When You Dream | Gustav Zerga   | 短篇電影                                                   |
| 2011 | Episode X3              |                | BMW互動電影                                                |
| 2012 | 愛情小說                | 德國出版社祕書 | 韓國電影                                                   |
| 2012 | 胡狼來了                | 鬍子           | 韓國電影                                                   |
| 2012 | 非典情人                | 情人           | 中國短篇電影                                               |
| 2014 | 一對一                  | 影子3          | 韓國電影                                                   |
| 2015 | 假裝熱情                | Jay            | 韓國電影                                                   |
| 2015 | 禁愛世界                | Peter          | 美國電影                                                   |
| 2015 | 首爾之旅                | Klaus Kim      | 美國電影                                                   |
| 2016 | 超級強盜 （）           | Thomas         | 越南電影                                                   |
| 2017 | 我們相愛的時刻 （）     | 金先生         | 泰國電影                                                   |
| 2018 | 林                      | Teo            | 短篇電影                                                   |
| 2018 | 夏                      | 維克多·崔      | 俄羅斯及法國電影 第71屆坎城影展正式競賽片 2018台灣金馬影展 |
| 2019 | 堅持                    | 鎮秀           | 韓國電影                                                   |
| 2019 | 黑錢                    | Steve Jung     | 韓國電影、特別出演                                         |
| 2020 | 擔保                    | 刘德华         | 韓國電影                                                   |
| 2021 | 今天決定我愛你          | 來煥           | 韓國電影                                                   |
| 2021 | Log in Belgium （）     |                | 身兼導演、編劇、製片、拍攝、剪輯、配樂等職                 |
| 2022 | 分手的決心              | 李主任         | 韓國電影、特別出演                                         |
| 2023 | 之前的我們              | 海星           | 美國電影 第73屆柏林影展正式競賽片                          |
| 2024 | 別碰髒錢 （）           |                | 韓國電影                                                   |

### 劇集
| 年份 | 播放平台  | 劇名           | 角色          | 合作演員               | 備註 |
| 2016 | Naver TV  | 吃貨女子第二季 | Teo           | 朴喜本、朴鐘煥         |      |
| 2019 | tvN       | 阿斯達年代記   | 拉格茲        | 張東健、宋仲基         | 配角 |
| 2019 | SBS       | VAGABOND       | 傑羅姆 Jerome | 李昇基、秀智、申成祿   | 配角 |
| 2019 | JTBC      | 巧克力         | 權敏成        | 尹啟相、河智苑、張勝祖 | 配角 |
| 2020 | tvN       | 金錢遊戲       | Eugene Han    | 高洙、沈恩敬、李聖旻   | 配角 |
| 2020 | Netflix   | 非常校護檔案   | 麥肯錫        | 鄭裕美、南柱赫         | 配角 |
| 2021 | Apple TV+ | Dr. Brain      | 尹柱賢        | 文盛瑾、嚴泰九         | 配角 |
| 2023 | Netflix   | 恋爱大战       | 南強豪        | 金玉彬、金智勳、高媛熙 | 主演 |

### MV
| 年份 | 歌手         | 歌名                          | 備註     |
| 2017 | 朴正炫       | During Love                   |          |
| 2018 | NoeL（노을） | 그날의 너에게（Our last day） | 與林世美 |
| 2018 | Glow         | To You of the Day             |          |
| 2020 | 金在中       | 여리디여린 사랑을 Tender love |          |

### 綜藝節目
| 播出期間                    | 頻道 | 節目名稱           | 集數 | 備註                    |
| 2017年2月3日—2017年3月24日  | tvN  | Buzzer Beater      | 8    | Team K 後衛             |
| 2021年7月12日—2021年9月6日  | tvN  | 牛島酒店           | 9    | 固定成員 主要職務：主廚 |
| 2024年8月18日—2024年10月6日 | MBC  | 既然出生就環遊音樂 | 8    | 固定成員、主持人        |

## 出版品
| 年份 | 書名                                           | 書籍類型 | 備註               |
| 2015 | 襪子怪物Teo／양말 괴물 테오／Sock Monster Theo | 童書     | ISBN 9791195587308 |

## 獎項
| 年份 | 頒獎典禮                        | 獎項           | 作品               | 結果 |
| 2017 | 第14屆泰國星圖電影獎            | 最佳男配角     | 《The Moment》     | 獲獎 |
| 2018 | 第9屆韓國大眾文化藝術獎         | 電影新人獎     | 《夏》             | 獲獎 |
| 2020 | 第41屆青龍電影獎                | 最佳男子新人獎 | 《堅持》           | 獲獎 |
| 2020 | 第25屆春史電影獎                | 最佳男子新人獎 | 《堅持》           | 提名 |
| 2023 | 第10屆瑪利嘉兒電影節            | 嘉人電影獎     | 《Log in Belgium》 | 獲獎 |
| 2023 | 第5屆好萊塢影評人協會季中電影獎 | 最佳男主角     | 《之前的我們》     | 亞軍 |
| 2023 | 第39屆法蘭德斯根特電影節        | 特別提及獎     | 《之前的我們》     | 獲獎 |
| 2023 | 第36屆芝加哥影評人協會獎        | 最佳男主角     | 《之前的我們》     | 提名 |
| 2023 | 第36屆芝加哥影評人協會獎        | 最具潛力表演者 | 《之前的我們》     | 提名 |
| 2024 | 第39屆獨立精神獎                | 最佳主角演出   | 《之前的我們》     | 提名 |
| 2024 | 第77屆英國電影學院獎            | 最佳男主角     | 《之前的我們》     | 提名 |
| 2024 | 第8屆新墨西哥影評人協會獎       | 最佳男主角     | 《之前的我們》     | 獲獎 |
| 2024 | 第6屆芝加哥獨立評論協會獎       | 最佳男主角     | 《之前的我們》     | 提名 |
| 2024 | 第5屆北達科他州影評人協會獎     | 最佳男主角     | 《之前的我們》     | 提名 |
| 2024 | 第6屆大紐約西區影評人協會獎     | 最具突破表演獎 | 《之前的我們》     | 提名 |

## 外部連結
- 劉台午的Instagram帳戶
- 劉台午在NAVER上的资料
- 劉台午在Daum上的资料
- 劉台午在HanCinema的頁面（英文）